# Will Denton
Will Denton (* 21. Februar 1990) ist ein US-amerikanischer Schauspieler.

## Leben
Internationale Bekanntheit erlangte er durch seine Rolle des Leopold Cain in der Fernsehserie Kidnapped – 13 Tage Hoffnung. In der Serie Law & Order 2008 hatte er eine Nebenrolle. Momentan dreht er den Horrorfilm Camp Hope. Sein Debüt als Schauspieler gab er 2003 in einer Episode der Serie Ed – Der Bowling-Anwalt. Es folgten weitere Nebenrollen.
Zurzeit lebt er in Brookfield, Connecticut und besucht dort die Brookfield High School.